# Vieillevigne (Loira Atlantica)
Vieillevigne è un comune francese di 3 964 abitanti situato nel dipartimento della Loira Atlantica nella regione dei Paesi della Loira.

## Società

### Evoluzione demografica
Abitanti censiti